# Essingeleden
Dieser Artikel oder Abschnitt ist übermäßig bebildert. Hilf mit, die Illustrationen auf ein angemessenes Niveau an repräsentativen Bildern zu reduzieren und sie gleichmäßiger im Artikel zu verteilen. Verschiebe die restlichen Abbildungen in eine Galerie bzw. Kategorie auf Wikimedia Commons, die du am Ende dieses Artikels verlinkst.
Essingeleden ist eine Stadtautobahn in Stockholm, sie ist Teil der Europastraßen 4/20 und wurde 1966 für den Verkehr freigegeben. Essingeleden ist nach den beiden Mälarsee-Inseln, Lilla Essingen und Stora Essingen benannt, die von dieser Stadtautobahn überquert werden.

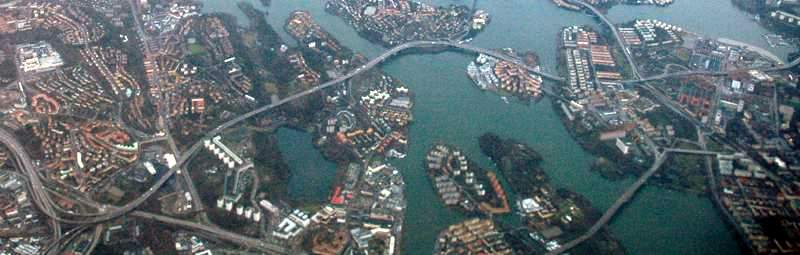
Essingeleden von oben, Norden ist rechts.

## Geschichte

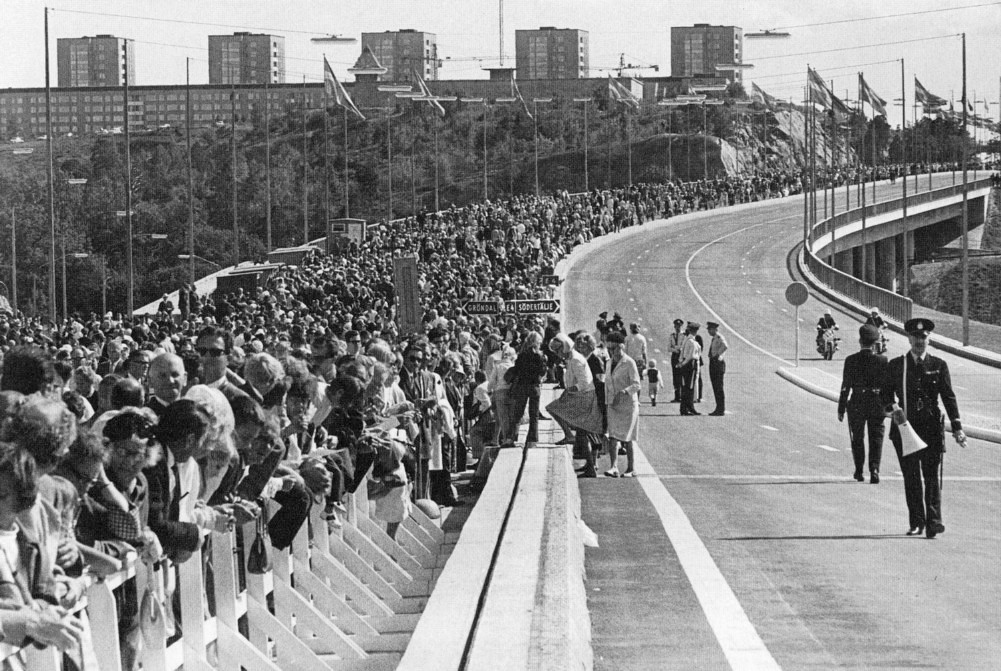
Essingeleden, Einweihung 1966

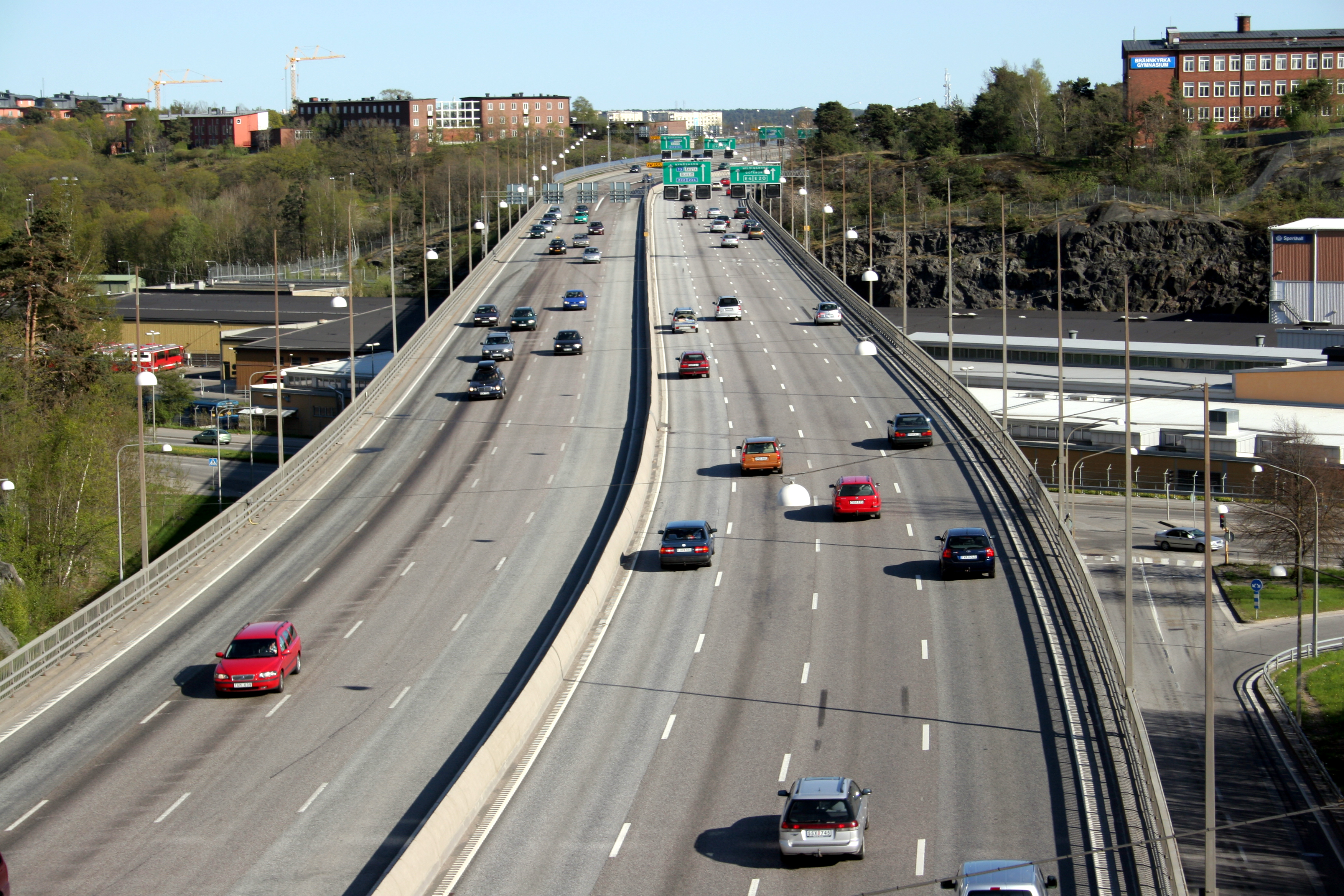
Essingeleden Richtung Süden

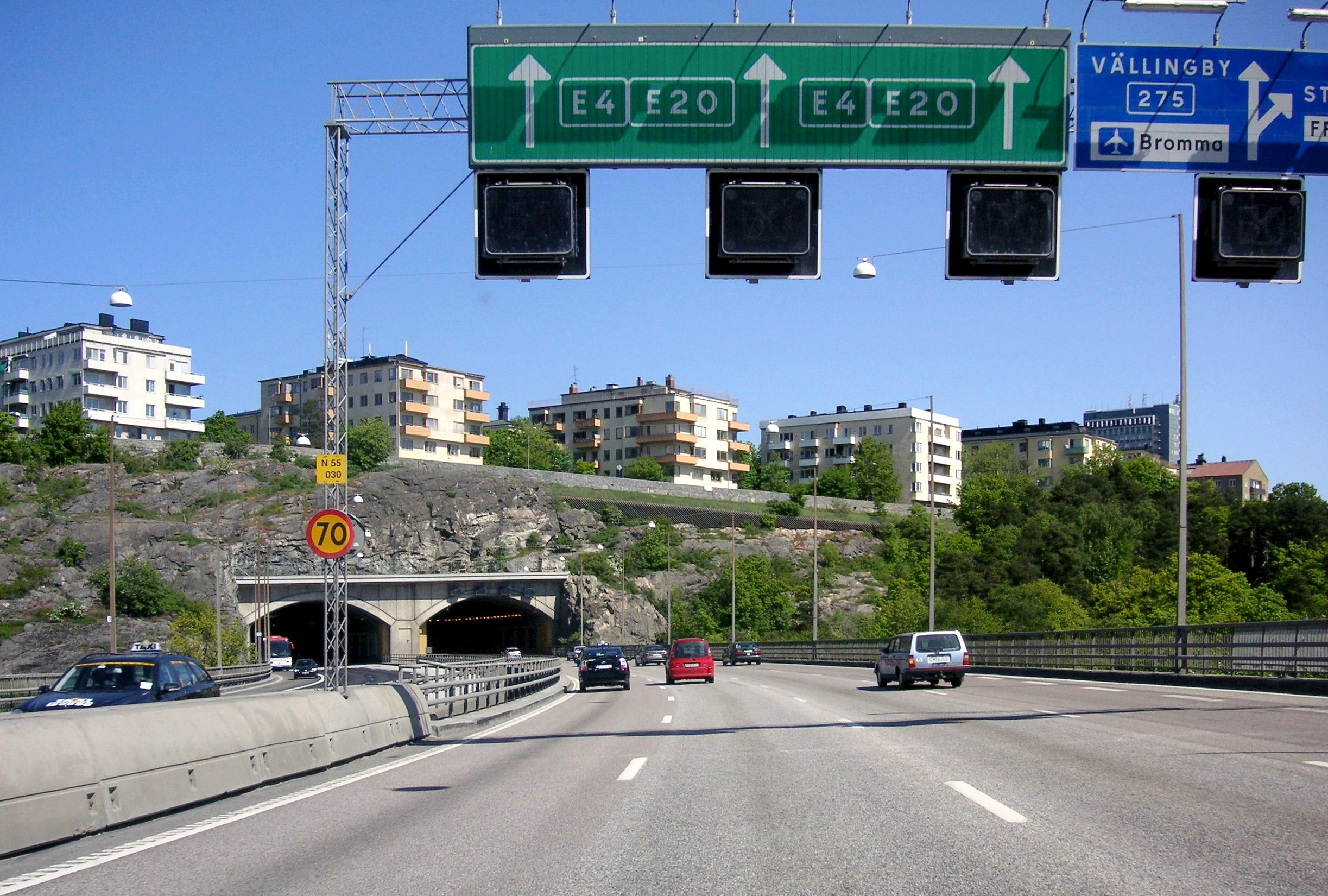
Essingeleden Richtung Norden

Der 1958 festgestellte Verkehrsübersichtsplan für Stockholm sah einen Autobahnring um die Stadt vor, der aus folgenden Teilstücken bestehen sollte: Essingeleden (im Westen), Norra Länken, Österleden und Södra Länken. Von diesem Ring existieren zurzeit nur Essingeleden (fertig 1966) und Södra Länken (fertig 2004). Norra länken ist zurzeit (2008) im Bau und soll 2015 eingeweiht werden, während die Verwirklichung des Österleden, der durch den Nationalstadtpark führen würde, immer noch diskutiert wird.

## Beschreibung
Der Essingeleden wurde während der Jahre 1962 bis 1966 gebaut und war damals Schwedens größtes Straßenbauprojekt. Das etwa sechs Kilometer lange Teilstück von Västberga im Süden nach Solna im Norden kostete 240 Millionen Kronen und beinhaltet unter anderem auch drei große Brücken, mehrere Viadukte und einen Tunnel. Während der Bauarbeiten beschloss Schweden, den Rechtsverkehr einzuführen, was dazu führte, dass einige Anschlussstellen umgebaut werden mussten. Am 21. August 1966 wurde daher zunächst nur die westliche Fahrbahn feierlich von Ministerpräsident Tage Erlander eröffnet und erst im September 1967 wurden sämtliche Fahrbahnen der Autobahn dem Verkehr übergeben.

## Essingeleden heute
Essingeleden ist die verkehrsreichste Straßenverbindung Schwedens. Anfang 2000 passierten hier im Schnitt 120.000 Fahrzeuge pro Tag in beide Richtungen und nach einem Ausbau auf vier Fahrbahnen je Richtung, belief sich die Fahrzeugmenge im Jahr 2007 auf 150.000. Das übersteigt die Kapazität und führt in Stoßzeiten zu Staus. Um den Essingeleden zu entlasten, wurde lange eine westliche Umgehungsautobahn diskutiert, die den Verkehr hauptsächlich in Tunneln (17 von insgesamt 21 Kilometern) unter der Insel Ekerö an der Stadt vorbeiführen soll. Mit dem Bau dieser sogenannten „Vorbeifahrt Stockholm“ (Förbifart Stockholm) wurde 2014 begonnen; sie sollte ursprünglich  im Jahr 2022 fertig sein und sollte nach Berechnungen aus dem Jahr 2006 etwa 2,7 Milliarden Euro kosten. Im Sommer 2024 ist eine Eröffnung für das Jahr 2030 anvisiert; die Kosten werden 5 Milliarden Euro übersteigen.